# Lidy Alves
Lidy Andrade Alves (Montalegre, 1996) é uma modelo e concurso de beleza portuguesa-francesa. Venceu o título de Miss Mundo Portugal 2021.

## Vida pregressa
Alves nasceu e vive em Montalegre, mas mudou-se para Paris, França. Ela trabalha como modelo profissional e fala português, francês e espanhol. Apesar de ter começado o seu percurso na área de Marketing no setor do luxo, redirecionou-se para a empresa familiar que tem filiais em França e Portugal.

## Concurso de beleza
Alves representou a comunidade portuguesa em França no Miss Portugal 2021 no dia 11 de setembro de 2021, onde conquistou o título de Miss Mundo Portugal 2021. Como Miss Mundo Portugal, Alves representará o seu país no Miss Mundo 2021 que terá lugar em San Juan, Porto Rico.